# Фрідріх Карл Арнольд Швассман
| Відкриті астероїди: 22 | Відкриті астероїди: 22 |
| ---------------------- | ---------------------- |
| 435 Елла               | 11 вересня 1898        |
| 436 Патрісія           | 13 вересня 1898        |
| 442 Айхсфельдія        | 15 лютого 1899         |
| 443 Фотографіка        | 17 лютого 1899         |
| 446 Етернітас          | 27 жовтня 1899         |
| 447 Валентина          | 27 жовтня 1899         |
| 448 Наталія            | 27 жовтня 1899         |
| 449 Гамбурга           | 31 жовтня 1899         |
| 450 Бріґітта           | 10 жовтня 1899         |
| 454 Матезіс            | 28 березня 1900        |
| 455 Брухзалія          | 22 травня 1900         |
| 456 Абноба             | 4 червня 1900          |
| 457 Аллегенія          | 15 вересня 1900        |
| 458 Герцинія           | 21 вересня 1900        |
| 905 Університет        | 30 жовтня 1918         |
| 906 Репсольда          | 30 жовтня 1918         |
| 912 Марітіма           | 27 квітня 1919         |
| 947 Монтероза          | 8 лютого 1921          |
| 989 Швассманнія        | 18 листопада 1922      |
| 1192 Прісма            | 17 березня 1931        |
| 1303 Лютера            | 16 березня 1928        |
| 1310 Віллігера         | 28 лютого 1932         |
| 1.                     |                        |

Фрідріх Карл Арнольд Швассман (нім. Friedrich Karl Arnold Schwassmann; 24 березня 1870 — 19 січня 1964) — німецький астроном.
Народився в Гамбурзі. Навчався в університетах Лейпцига, Берліна та Геттінгена. Закінчив в 1893 Геттінгенський університет. Здобув ступінь доктора наук у 1890 році. Працював у Потсдамської астрофізичній обсерваторії, у Геттінгенської обсерваторії. У 1897—1901 працював у Гейдельберзькій обсерваторії під керівництвом Макса Вольфа, з 1902 — співробітник Гамбурзької обсерваторії. Після відходу в 1934 у відставку продовжував спостереження в Гамбурзької обсерваторії.
Наукові роботи стосуються вивчення зірок, малих планет, комет. Керував будівництвом обсерваторії у Бергедорфі, поблизу Гамбурга (1912). Під його керівництвом був створений фундаментальний каталог «Бергедорфський спектральний огляд 115 північних обраних майданчиків Каптейна» (виданий у 1935—1953), що послужив основою багатьох важливих досліджень просторового розподілу зірок. Разом з Арно Артуром Вахманом відкрив 4 нові комети (2 з них періодичні), нову зірку і кілька малих планет. Знаменита періодична комета 29P/Швассмана-Вахмана 1 (1925 II) рухається по майже круговій орбіті (вона має найменший з відомих у комет ексцентриситет e = 0,1) і періодично спалахує (середня амплітуда спалахів — близько 6 зоряних величин). Займався фотографуванням змінних зірок. Брав участь в експедиціях для спостереження повних сонячних затемнень в Алжирі (1905) і Туркестані (1907).
Його ім'я носять відкриті ним короткоперіодичні комети 29P, 31P та 73P.